# 漢城之春
漢城之春（韓語：서울의 봄）是1979年10月26日至1980年5月17日以大韓民國首都漢城（後改譯名首爾）命名的民主化運動。该说法来自1968年捷克斯洛伐克的布拉格之春。

## 历史
1979年10月26日，韩国总统朴正熙的遇刺终结了他的独裁统治。人们期待这将很快使韩国恢复实现民主化的运动。12月6日，时任韩国国务总理崔圭夏继任总统，并于1980年2月28日公布恢复公民权的法令，因此反体制派的金大中和尹潽善等人得以恢复自由。金泳三、金锺泌、金大中三人开始试图参加下次总统大选，学生运动和工人运动开始兴起。1980年5月17日，军事将领全斗焕公布5·17紧急戒严，漢城之春结束。